# Saison 2 de Mistresses
Chronologie
Saison 1 Saison 3
Cet article présente les treize épisodes de la deuxième saison de la série télévisée américaine Mistresses.

## Distribution

### Acteurs principaux
- Alyssa Milano (VF : Magali Barney) : Savannah « Savi » Davis
- Yunjin Kim (VF : Yumi Fujimori) : Karen Kim
- Rochelle Aytes (VF : Sophie Riffont) : April Malloy
- Jes Macallan (VF : Victoria Grosbois) : Josslyn « Joss » Carver
- Brett Tucker (VF : Stéphane Pouplard) : Harry Davis
- Jason George (VF : Denis Laustriat) : Dominic Taylor

### Acteurs récurrents
- Corinne Massiah (VF : Garance Pauwels) : Lucy Malloy, fille d'April et Paul
- Ricky Whittle (VF : Jean-Baptiste Anoumon) : Daniel Zamora
- Matthew Del Negro (VF : Serge Faliu) : Jacob Pollack
- Rebeka Montoya (en) (VF : Magali Rosenzweig) : Antonia « Toni » Ruiz[1]
- Catherine Haena Kim (en) (VF : Anne Tilloy) : Anna Choi[1]
- William Ragsdale (VF : Pascal Germain) : Dr Irving Blakeley
- Jason Gerhardt (en) (VF : Cédric Dumond) : Zack Kilmer[2]
- Elaine Hendrix (VF : Laurence Mongeaud) : Samantha
- Justin Hartley (VF : Martial Le Minoux) : Scott Trosman[3]
- John H. Martin (en) (VF : Yann Guillemot) : Ron Mitchell
- Brian Hallisay (VF : Rémi Bichet) : Ben Odell
- Helena Mattsson (VF : Marie Tirmont) : Greta Jager[4] (épisodes 8, 11 à 13)
- Jason Gray-Stanford (VF : Alexis Victor) : détective Adam Thomas
- Lee Garlington (VF : Monique Nevers) : Eleanor Trosman

### Invités
- Joseph May : Mickey[5] (épisodes 1 et 3)
- Soleil Moon Frye : elle-même[6] (épisode 1)
- Ashley Newbrough (VF : Olivia Luccioni) : Kyra (épisodes 1 et 4)
- Penelope Ann Miller (VF : Ariane Deviègue) : Elizabeth Grey (épisode 2)
- Krista Allen : Janine Winterbaum[7] (épisode 2)
- Rudolf Martin : Andre Breitling (épisode 2)
- John Heard : Bruce Sappire[8] (épisode 9)
- Dondre Whitfield (en) (VF : Daniel Lobé) : Paul Malloy (épisodes 9 et 12)

## Liste des épisodes

### Épisode 1:Un nouveau départ
- États-Unis /  Canada : 2 juin 2014 sur ABC[9] / CTV
- Suisse : 22 février 2015 sur RTS Un
- France : 30 décembre 2015 sur Téva[10]
- Québec : 4 janvier 2016 sur Moi & Cie Télé

- États-Unis : 4,66 millions de téléspectateurs[11] (première diffusion)
- Canada : 861 000 téléspectateurs[12] (première diffusion + différé 7 jours)

- Corinne Massiah (Lucy Malloy)
- Ricky Whittle (Daniel Zamora)
- Rebeka Montoya (Antonia Ruiz)
- William Ragsdale (Dr Blakeley)
- Catherine Haena Kim (Anna Choi)
- Joseph May (Mickey)
- Kathryn Gordon (Vanessa Cross)
- Ashley Newbrough (Kyra)
- Soleil Moon Frye (elle-même)

### Épisode 2:Vieux démons
- États-Unis /  Canada : 9 juin 2014 sur ABC / CTV
- Suisse : 22 février 2015 sur RTS Un
- France : 30 décembre 2015 sur Téva
- Québec : 11 janvier 2016 sur Moi & Cie Télé

- États-Unis : 3,64 millions de téléspectateurs[13] (première diffusion)
- Canada : 782 000 téléspectateurs[14] (première diffusion + différé 7 jours)

- Krista Allen (Janine Winterbaum)
- Ricky Whittle (Daniel Zamora)
- Rebeka Montoya (Antonia Ruiz)
- William Ragsdale (Dr Blakeley)
- Rudolf Martin (Andre Breitling)
- Lauren McKnight (Brynn)
- Catherine Haena Kim (Anna Choi)

### Épisode 3:Rendez-vous manqués
- États-Unis /  Canada : 16 juin 2014 sur ABC / CTV
- Suisse : 1er mars 2015 sur RTS Un
- France : 6 janvier 2016 sur Téva
- Québec : 18 janvier 2016 sur Moi & Cie Télé

- États-Unis : 3,72 millions de téléspectateurs[15] (première diffusion)
- Canada : 837 000 téléspectateurs[16] (première diffusion + différé 7 jours)

- Corinne Massiah (Lucy Malloy)
- Missy Crider (Felicia)
- Matthew Del Negro (Jacob)
- Jason Gerhardt (Zack)
- David Haydn-Jones (Steven)
- Elaine Hendrix (Samantha)
- Joseph May (Mickey)
- Christian Keyes (Casey)

### Épisode 4:Et plus si infinités
- États-Unis /  Canada : 23 juin 2014 sur ABC / CTV
- Suisse : 1er mars 2015 sur RTS Un
- France : 6 janvier 2016 sur Téva
- Québec : 25 janvier 2016 sur Moi & Cie Télé

- États-Unis : 3,62 millions de téléspectateurs[17] (première diffusion)

- Krista Allen (Janine Winterbaum)
- Ricky Whittle (Daniel Zamora)
- Ashley Newbrough (Kyra)
- Pam Cook (Wendy Wegweiser)
- Catherine Haena Kim (Anna Choi)
- Justin Hartley (Scott)
- Jason Gerhardt (Zack)

### Épisode 5:Chaussure à mon pied
- États-Unis /  Canada : 30 juin 2014 sur ABC / CTV
- Suisse : 8 mars 2015 sur RTS Un
- France : 6 janvier 2016 sur Téva
- Québec : 1er février 2016 sur Moi & Cie Télé

- États-Unis : 4,09 millions de téléspectateurs[18] (première diffusion)

- Jason Gerhardt (Zack Kilmer)
- Ricky Whittle (Daniel Zamora)
- Rebeka Montoya (Antonia Ruiz)
- Corinne Massiah (Lucy Malloy)
- Justin Hartley (Scott Thompson)
- John H. Martin (bartender)
- Lauren McKnight (Brynn)
- Cleo Anthony (Aiden)
- Trilby Glover (red-haired woman)
- John Martin (Ron Mitchell)
- Chase Kim (Matt)

### Épisode 6:D'aventures en aventures
- États-Unis /  Canada : 7 juillet 2014 sur ABC / CTV
- Suisse : 8 mars 2015 sur RTS Un
- France : 13 janvier 2016 sur Téva
- Québec : 8 février 2016 sur Moi & Cie Télé

- États-Unis : 3,75 millions de téléspectateurs[19] (première diffusion)

- Matthew Del Negro (Jacob)
- Justin Hartley (Scott Thompson)
- Jason Gerhardt (Zack Kilmer)
- Elaine Hendrix (Samantha)
- Corinne Massiah (Lucy Malloy)
- Whitney Hoy (Molly)
- Barry Levy (lawyer #1)
- George Mitchell (bartender)
- Brian Hallisay (Ben Odell)
- Tabrett Bethell (Kate)
- David Haydn-Jones (Steven)
- Scott Bailey (handsome guy)
- Ryan Slater (clerk)

### Épisode 7:La Déclaration
- États-Unis /  Canada : 14 juillet 2014 sur ABC / CTV
- Suisse : 15 mars 2015 sur RTS Un
- France : 13 janvier 2016 sur Téva
- Québec : 15 février 2016 sur Moi & Cie Télé

- États-Unis : 3,71 millions de téléspectateurs[20] (première diffusion)

- Matthew Del Negro (Jacob)
- Justin Hartley (Scott Thompson)
- Jason Gerhardt (Zack Kilmer)
- Ricky Whittle (Daniel Zamora)
- Catherine Haena Kim (Anna Choi)
- Brooke Peoples (Autumn)

### Épisode 8:Doubles vies
- États-Unis /  Canada : 21 juillet 2014 sur ABC / CTV
- Suisse : 22 mars 2015 sur RTS Un
- France : 13 janvier 2016 sur Téva
- Québec : 22 février 2016 sur Moi & Cie Télé

- États-Unis : 3,74 millions de téléspectateurs[21] (première diffusion)

- Matthew Del Negro (Jacob)
- Ricky Whittle (Daniel Zamora)
- Catherine Haena Kim (Anna Choi)
- Elaine Hendrix (Samantha)
- William Ragsdale (Dr Blakeley)
- Rebeka Montoya (Antonia Ruiz)
- Corinne Massiah (Lucy Malloy)
- Justin Hartley (Scott Thompson)
- Judith McConnell (waspy woman)
- Kathryn Gordon (Vanessa Cross)

### Épisode 9:Spécialité du chef
- États-Unis /  Canada : 4 août 2014 sur ABC / CTV
- Suisse : 29 mars 2015 sur RTS Un
- France : 20 janvier 2016 sur Téva
- Québec : 29 février 2016 sur Moi & Cie Télé

- États-Unis : 3,46 millions de téléspectateurs[22] (première diffusion)
- Canada : 847 000 téléspectateurs[23] (première diffusion + différé 7 jours)

- John Heard (Bruce Sappire)
- Matthew Del Negro (Jacob)
- Rebeka Montoya (Antonia Ruiz)
- Catherine Haena Kim (Anna Choi)
- Dondre T. Whitfield (Paul Malloy)
- Corinne Massiah (Lucy Malloy)
- Jason Gray-Stanford (the creepy man)
- Lauren Aboulafia (Stephanie)

### Épisode 10:Pris au piège
- États-Unis /  Canada : 11 août 2014 sur ABC / CTV
- Suisse : 29 mars 2015 sur RTS Un
- France : 20 janvier 2016 sur Téva
- Québec : 7 mars 2016 sur Moi & Cie Télé

- États-Unis : 3,57 millions de téléspectateurs[24] (première diffusion)
- Canada : 921 000 téléspectateurs[25] (première diffusion + différé 7 jours)

- Jason Gray-Stanford (creepy guy)
- Justin Hartley (Scott Trosman)
- Lee Garlington (Eleanor)
- Ricky Whittle (Daniel Zamora)
- Ilyse Mimoun (Chloe)
- Matthew Del Negro (Jacob)
- Rebeka Montoya (Antonia Ruiz)
- Catherine Haena Kim (Anna Choi)
- Pam Cook (Wendy Wegweiser)

### Épisode 11:L'Heure des choix
- États-Unis /  Canada : 18 août 2014 sur ABC / CTV
- Suisse : 5 avril 2015 sur RTS Un
- France : 20 janvier 2016 sur Téva
- Québec : 14 mars 2016 sur Moi & Cie Télé

- États-Unis : 3,36 millions de téléspectateurs[26] (première diffusion)

- Jason Gray-Stanford (Agent Adam Thomas)
- Justin Hartley (Scott Trosman)
- Lee Garlington (Eleanor)
- Ricky Whittle (Daniel Zamora)
- Ilyse Mimoun (Chloe)
- Matthew Del Negro (Jacob)
- Rebeka Montoya (Antonia Ruiz)
- Catherine Haena Kim (Anna Choi)
- Pam Cook (Wendy Wegweiser)

### Épisode 12:Un cœur de pierre
- États-Unis /  Canada : 25 août 2014 sur ABC / CTV (ouest) et CTV Two (est)
- Suisse : 12 avril 2015 sur RTS Un
- France : 27 janvier 2016 sur Téva
- Québec : 21 mars 2016 sur Moi & Cie Télé

- États-Unis : 3,23 millions de téléspectateurs[27] (première diffusion)

- Ricky Whittle (Daniel Zamora)
- Justin Hartley (Scott Trosman)
- Jason Gerhardt (Zack Kilmer)
- Jason Gray-Stanford (Agent Thomas)
- Dondre T. Whitfield (Paul Malloy)
- Brian Hallisay (Ben)
- Helena Mattsson (Greta Jager)
- Lee Garlington (Eleanor)
- Mary Pat Gleason (Debbie)
- Gigi Bermingham (intake nurse)
- Tim Fields (band leader)
- Corinne Massiah (Lucy Malloy)
- Anthony Holiday (agent Gordon)
- Monique Lea (Ella)
- Neto DePaula Pimenta (Rafi)
- Austin Brooks (Agent Harris)
- Al Coronel (FBI agent)
- Bill Blair (priest)

### Épisode 13:Jusqu'à ce que la mort nous sépare
- États-Unis /  Canada : 1er septembre 2014 sur ABC / CTV
- Suisse : 19 avril 2015 sur RTS Un
- France : 27 janvier 2016 sur Téva
- Québec : 28 mars 2016 sur Moi & Cie Télé

- États-Unis : 3,74 millions de téléspectateurs[28] (première diffusion)

- Ricky Whittle (Daniel Zamora)
- Corinne Massiah (Lucy Malloy)
- Justin Hartley (Scott Trosman)
- Catherine Haena Kim (Anna Choi)
- Jason Gray-Stanford (agent Thomas)
- Brian Hallisay (Ben)
- Helena Mattsson (Greta Jager)
- Lee Garlington (Eleanor)
- Teddy Vincent (Grandma June)
- Steven French (twin #1)
- John French (twin #2)
- Arriane Alexander (Stella Shane)
- Jamie Anderson (female fan)
- Judith Hiller (servant #3)
- Sarah Karjian (servant #1)
- Ross Mackenzie (FBI attorney)
- Chris Rubio (valet)
- Elisha Skorman (photographer)
- Ryan Tsang (busboy)
- Willie James Warren Jr. (bartender #2)